# 슈브르즈

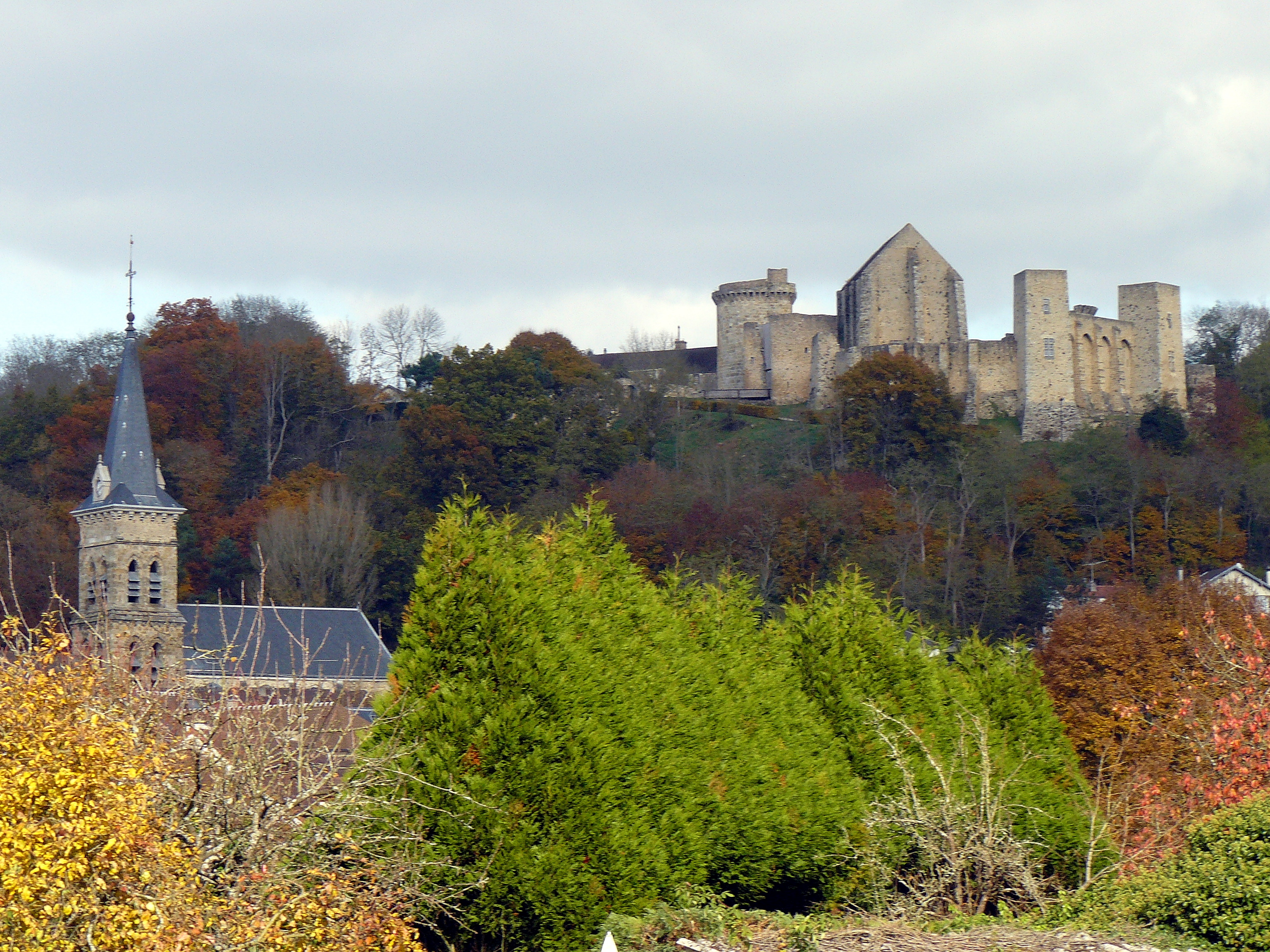

슈브르즈(프랑스어: Chevreuse)는 프랑스 일드프랑스 이블린주의 도시이다.

## 같이 보기
- 포르루아얄 데샹
- 이블린주의 코뮌 목록
- 장 라신